# Heather Tom
Heather Marie Tom, född 4 november 1975 i Hinsdale, Illinois, är en amerikansk skådespelare och TV-regissör. Tom blev nominerad åtta gånger till Daytime Emmy Award för bästa unga kvinnliga roll i en dramaserie för rollen som Victoria Newman i The Young and the Restless och hon vann två gånger.
I Glamour spelar hon Katie Logan sedan 2007. Hon är gift med James Achor sedan september 2011 och paret fick en son den 28 oktober 2012. Hon är syster till skådespelarna David Tom och Nicholle Tom.

## Filmografi i urval

### TV
| År   | Titel            | Roll              |
| ---- | ---------------- | ----------------- |
| 1990 | Romantik i kubik | Caroline McMillan |
| 2006 | The Rival        | Jennifer Adams    |